# Оптичний мікроскоп

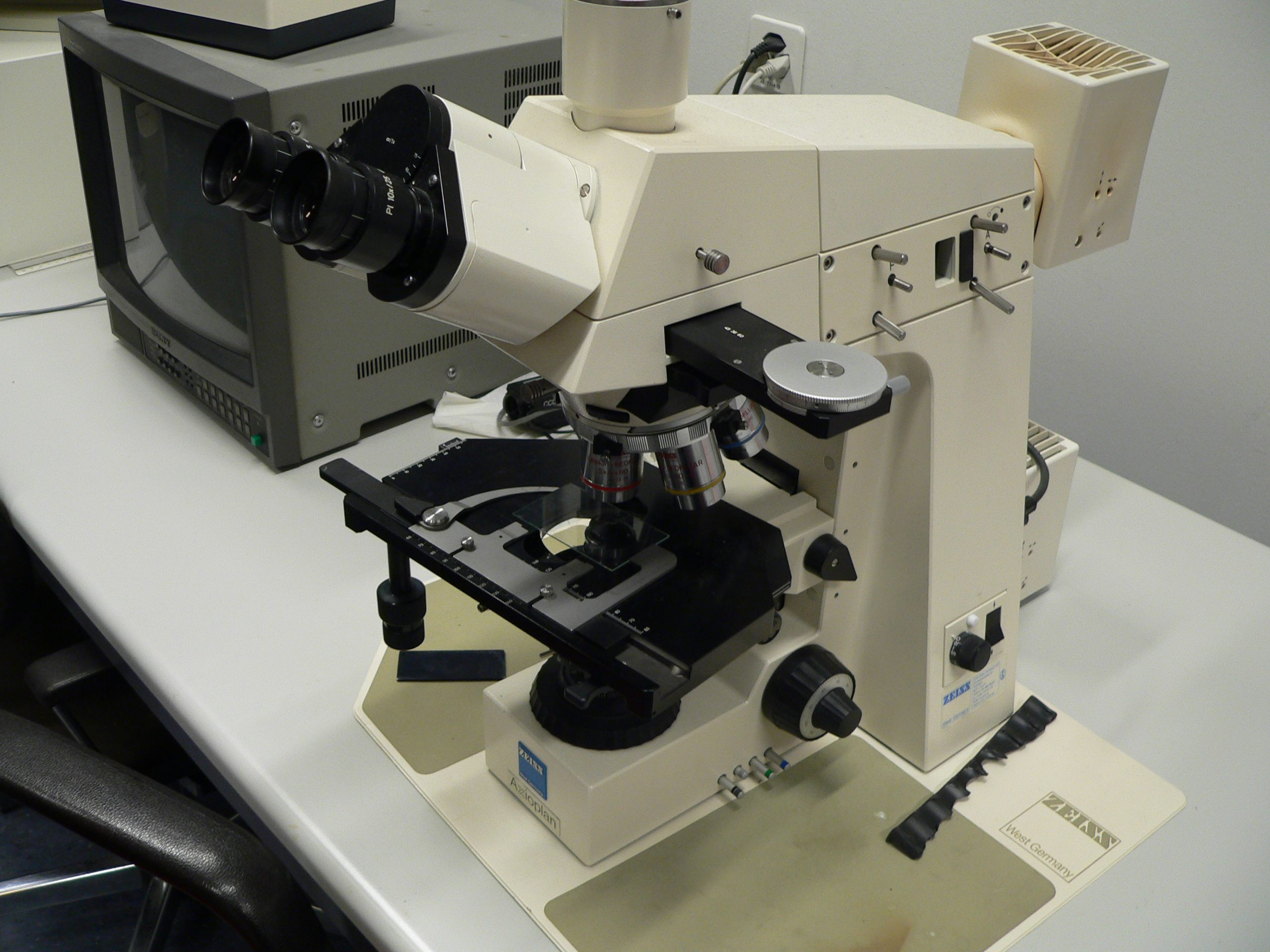
Сучасний бінокулярний мікроскоп

Мікроскоп — оптичний прилад для отримання сильно збільшених зображень об'єктів (або деталей їхньої структури), невидимих неозброєним оком. Людське око є природною оптичною системою, що характеризується певною роздільною здатністю, тобто найменшою відстанню між елементами спостережуваного об'єкта (сприйманими як крапки або лінії), при якому вони ще можуть бути відрізнені один від одного. Для нормального ока при віддаленні від об'єкта на т.з. відстань як найкращого бачення (D = 250 мм) мінімальна роздільна здатність становить приблизно 0,08 мм (а у більшості людей — близько 0,20 мм). Розміри мікроорганізмів, більшості рослинних і тваринних клітин, дрібних кристалів, деталей мікроструктури металів та сплавів тощо значно менше цієї величини. Для спостереження і вивчення подібних об'єктів і призначені мікроскопи різних типів. За допомогою мікроскопів визначають форму, розміри, будову та багато інших характеристик мікрооб'єктів. Оптичний мікроскоп дає можливість розрізняти структури з відстанню між елементами до 0,20 мкм.

## Будова і принцип дії

Схематичне зображення шляху променів у сучасному мікроскопі

Найпростіший мікроскоп складається із двох лінз — об'єктива і окуляра, з'єднаних трубою — тубусом. Об'єктив — лінза із дуже малою фокусною відстанню. Він підноситься близько до об'єктної площини, на якій лежить призначений для вивчення об'єкт. Об'єктив забезпечує велике збільшення і створює обернене дійсне зображення. Це зображення ще раз перевертається окуляром, через який його розглядає дослідник. В сучасних мікроскопах як об'єктив, так і окуляр — складні оптичні системи. Сучасні мікроскопи мають також додаткову систему освітлення об'єкта спостереження, що лежить на предметному столику. Основну роль в системі освітлення відіграє конденсор.

## Галерея мікроскопів

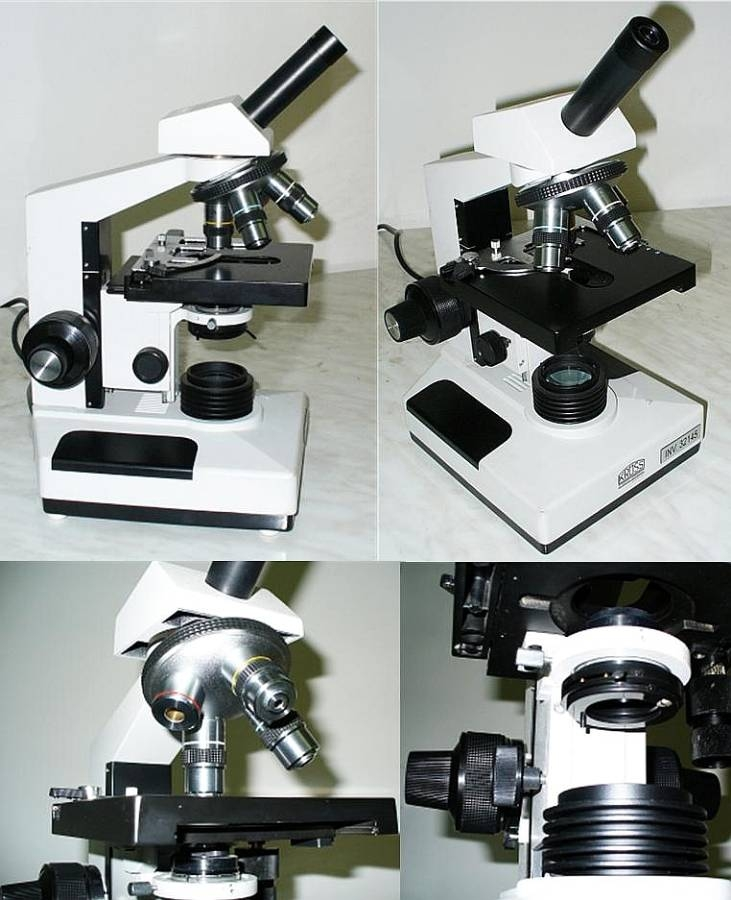
Лабораторний мікроскоп
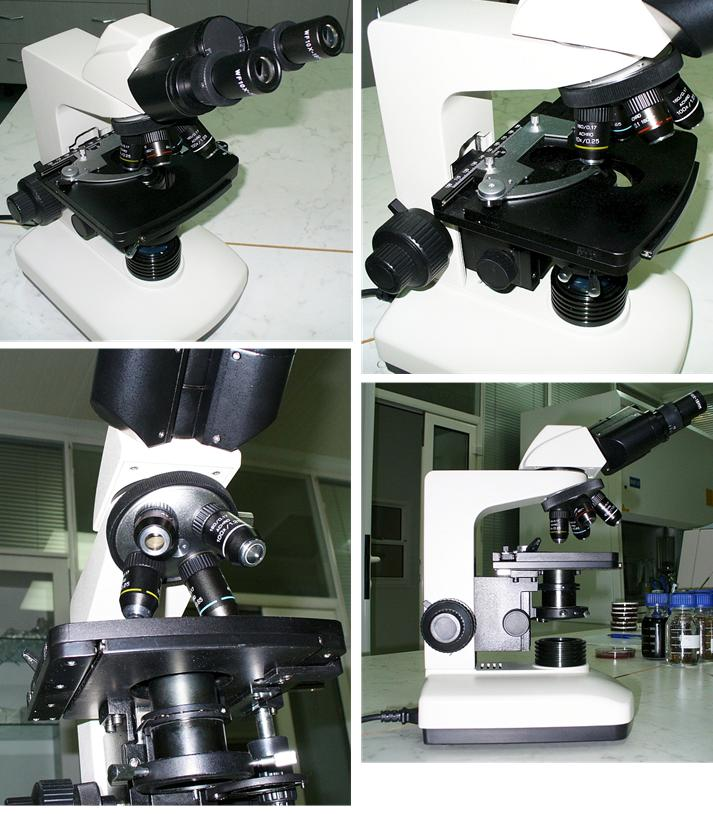
Бінокулярний лабораторний мікроскоп
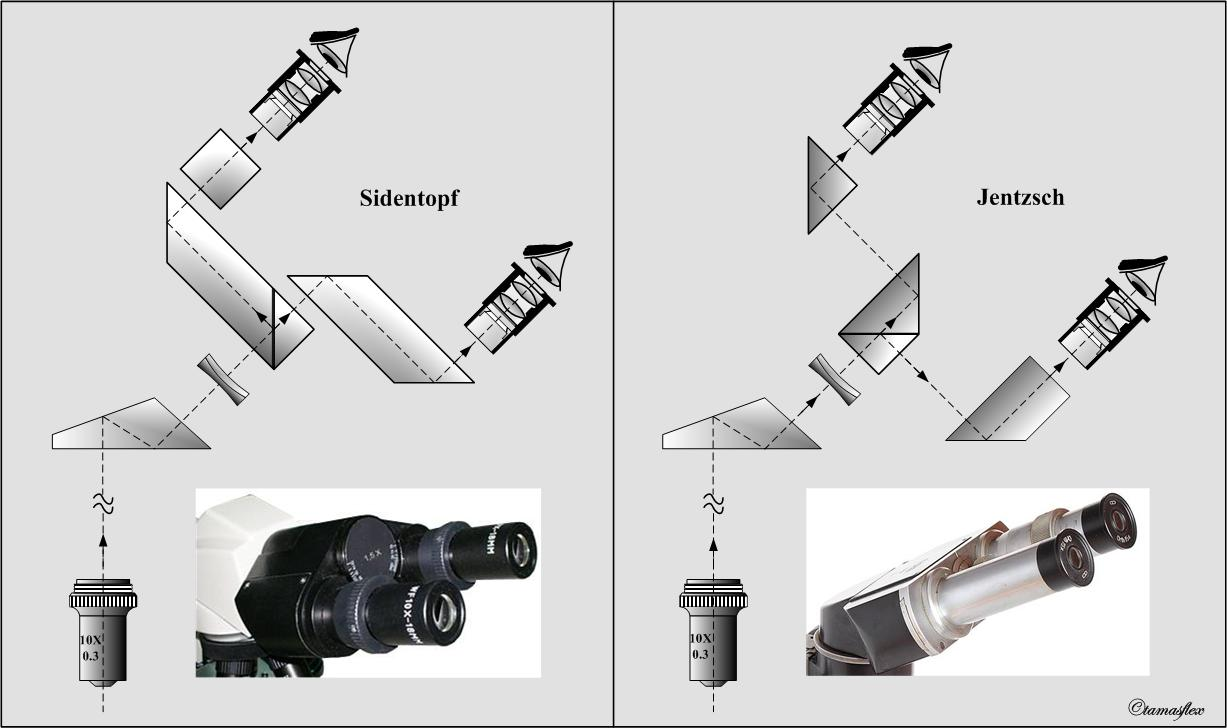
Окуляри бінокулярного мікроскопа
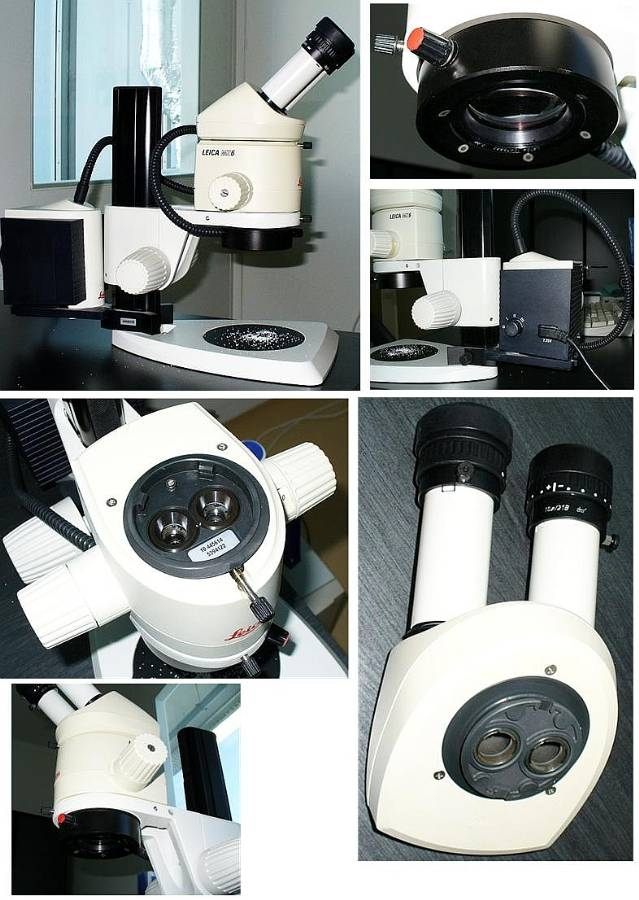
Стерео-мікроскоп
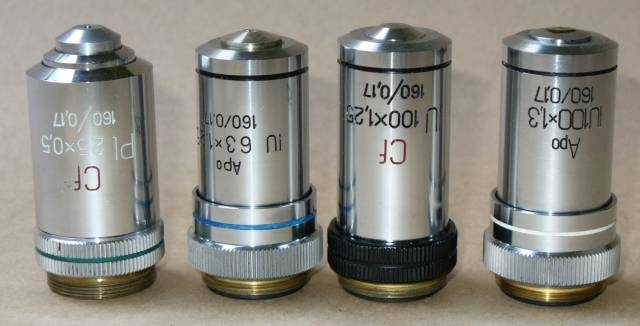
Об'єктиви мікроскопа
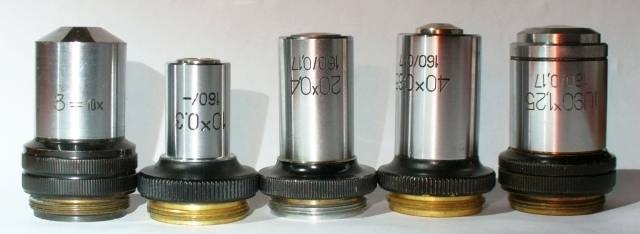
Об'єктиви мікроскопа
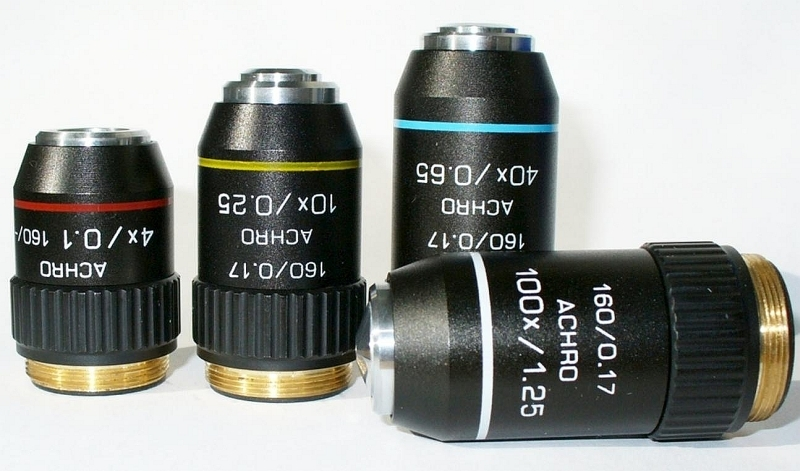
Об'єктиви мікроскопа
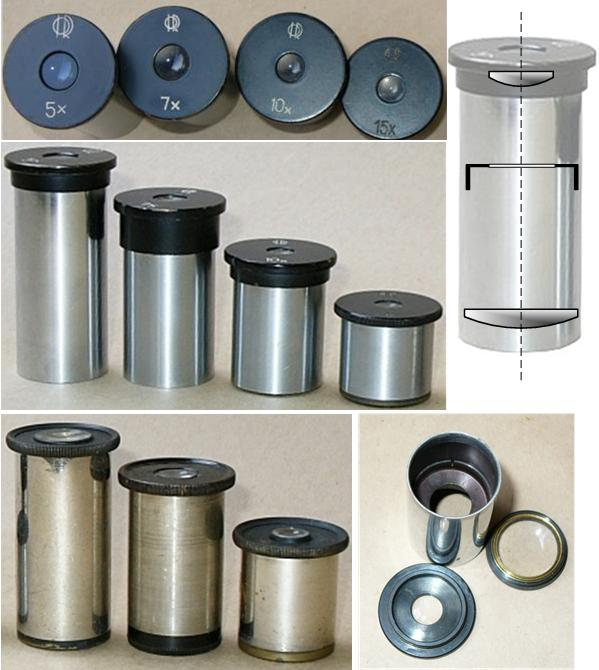
Окуляри мікроскопа
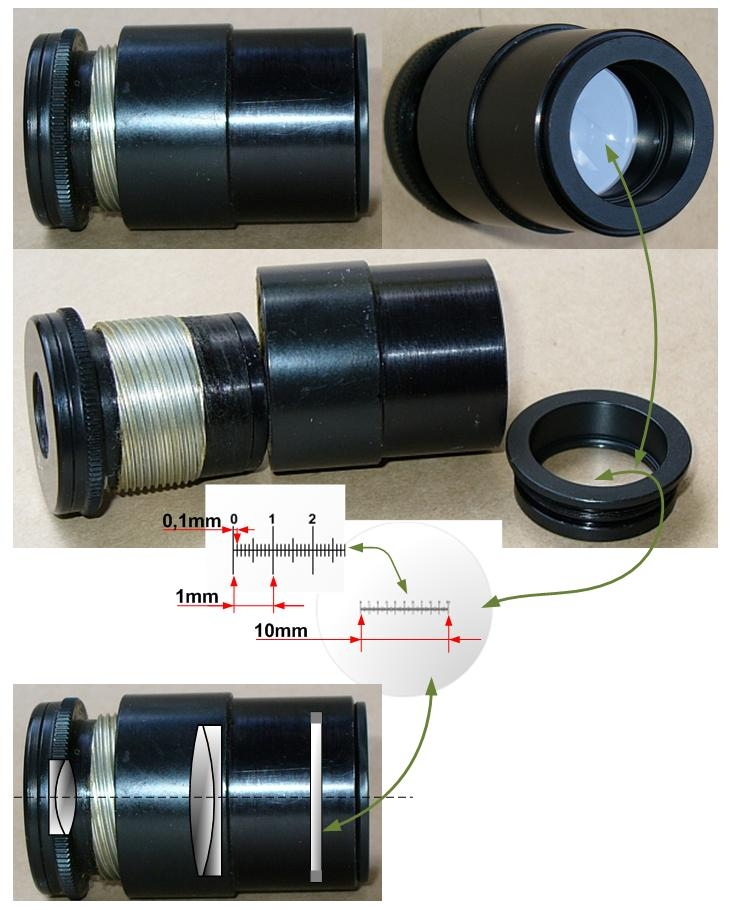
Вимірювальні окуляри мікроскопа
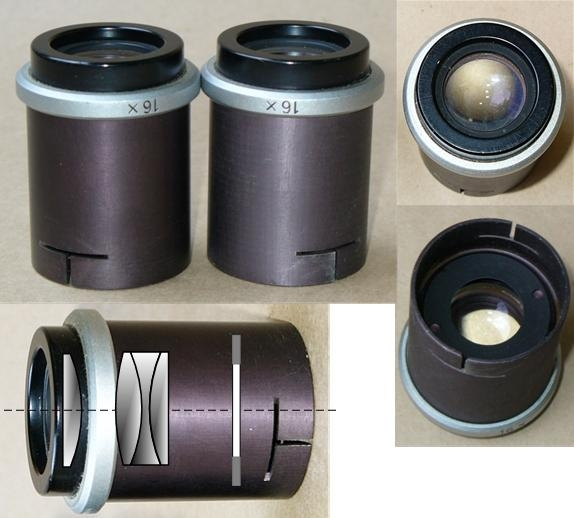
Окуляри стерео-мікроскопа
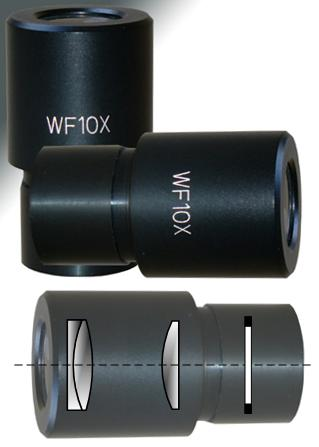
Окуляр мікроскопа
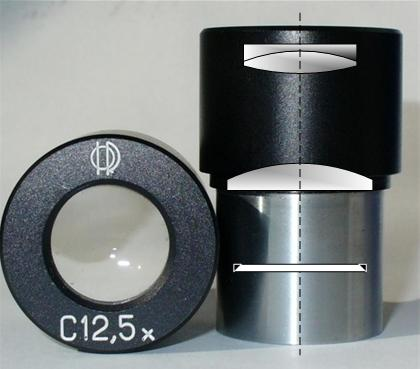
Окуляр мікроскопа

## Механічні складові мікроскопа

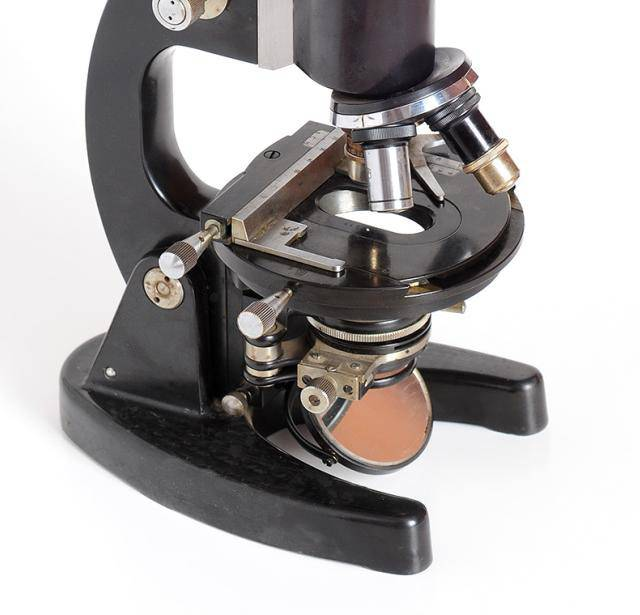
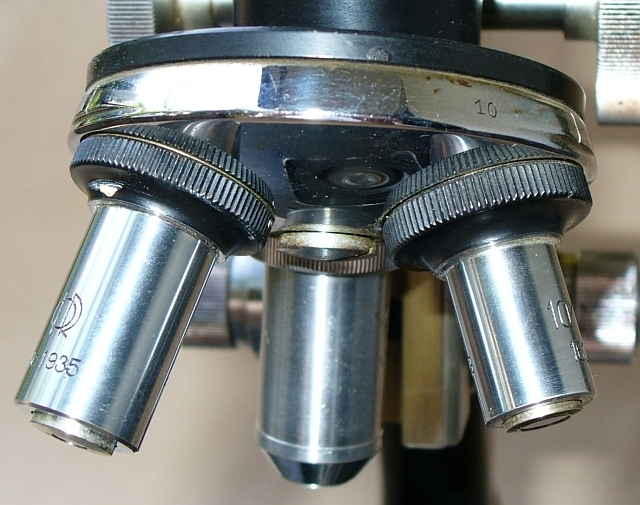
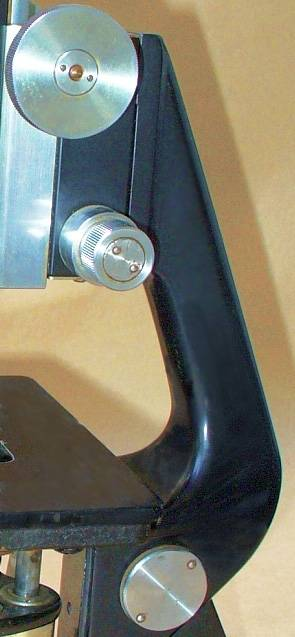
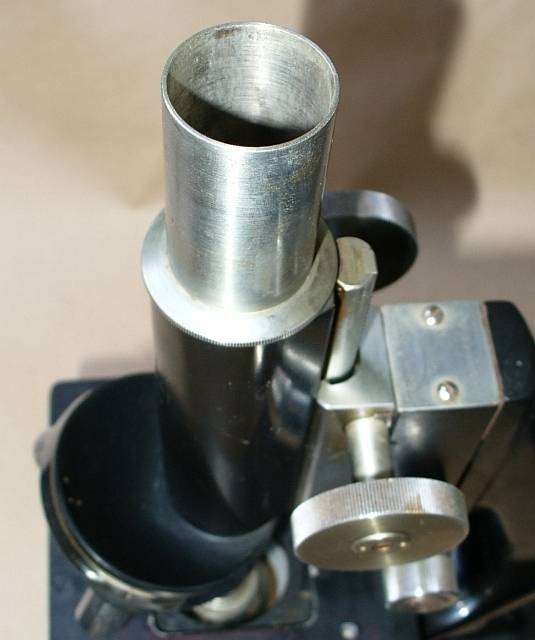
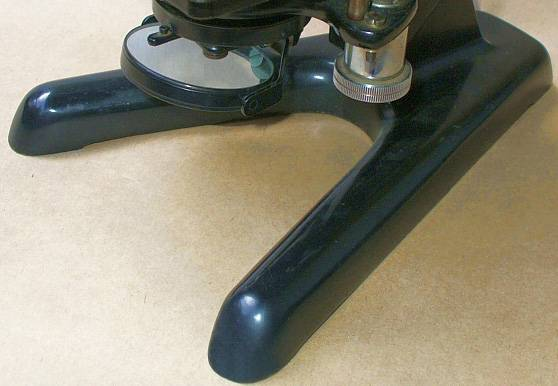
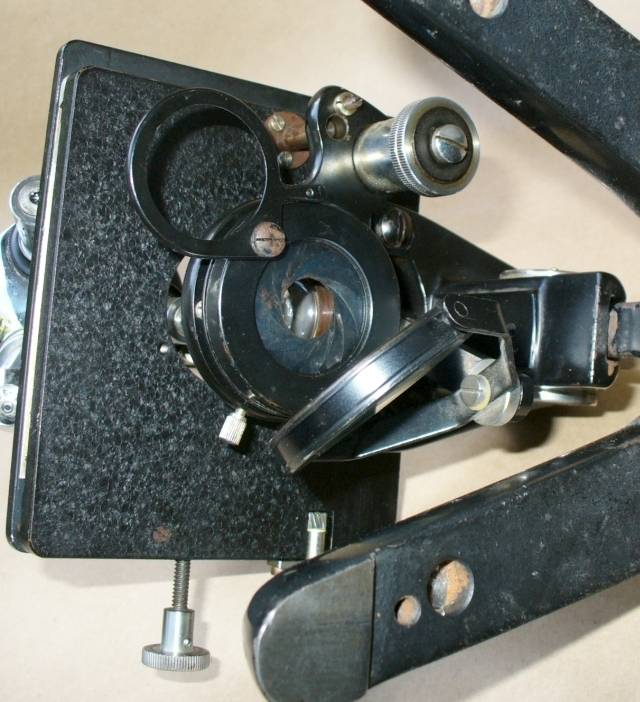
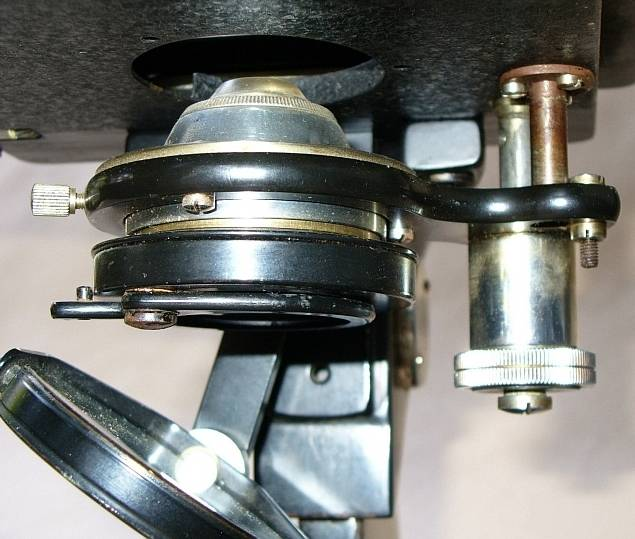
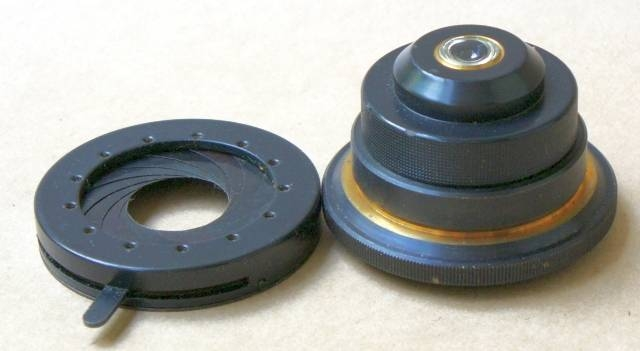
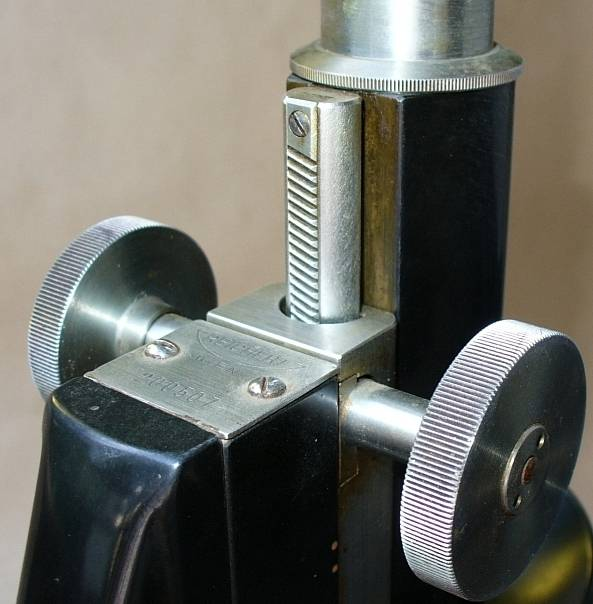
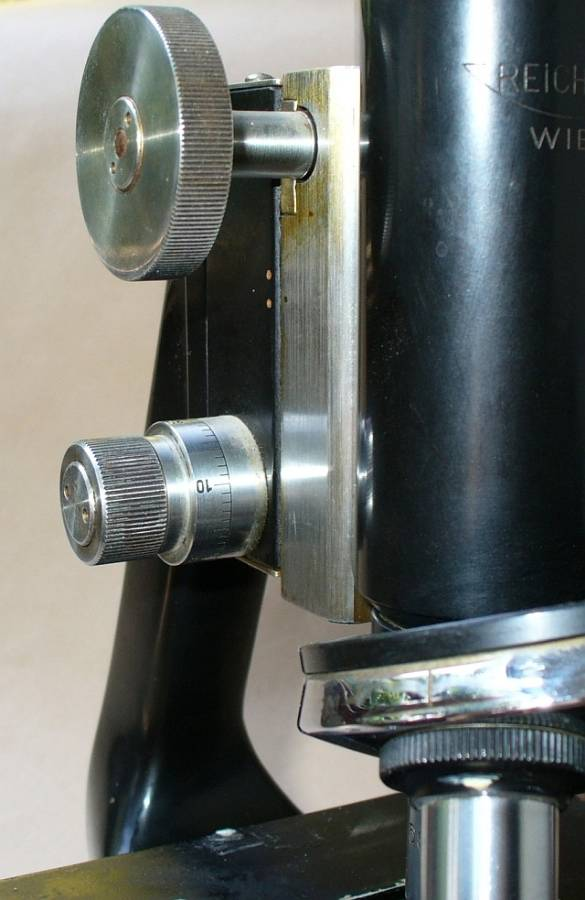
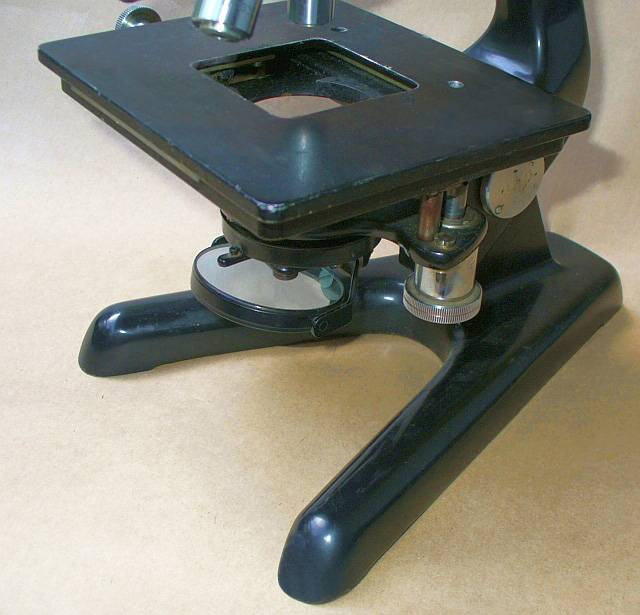